# خافيير كاسكيرو
خافيير كاسكيرو (بالإسبانية: Javier Casquero)‏ (مواليد 11 مارس 1976 في طلبيرة - إسبانيا) لاعب كرة قدم إسباني يلعب حاليا لصالح نادي الدرجة الأولى خيتافي الإسباني منذ 2006 في مركز الوسط المدافع .

## روابط خارجية
- خافيير كاسكيرو على موقع قاعدة بيانات كرة القدم.إي يو (الإنجليزية)
- خافيير كاسكيرو على موقع Soccerway.com (الإنجليزية)
- خافيير كاسكيرو على موقع عالم كرة القدم.نت (الإنجليزية)
- خافيير كاسكيرو على موقع AS.com (الإسبانية)